# Berg-Lauch
Der Berg-Lauch (Allium lusitanicum) ist eine Pflanzenart aus der Gattung Lauch (Allium) innerhalb der Familie der Amaryllisgewächse (Amaryllidaceae).

## Beschreibung

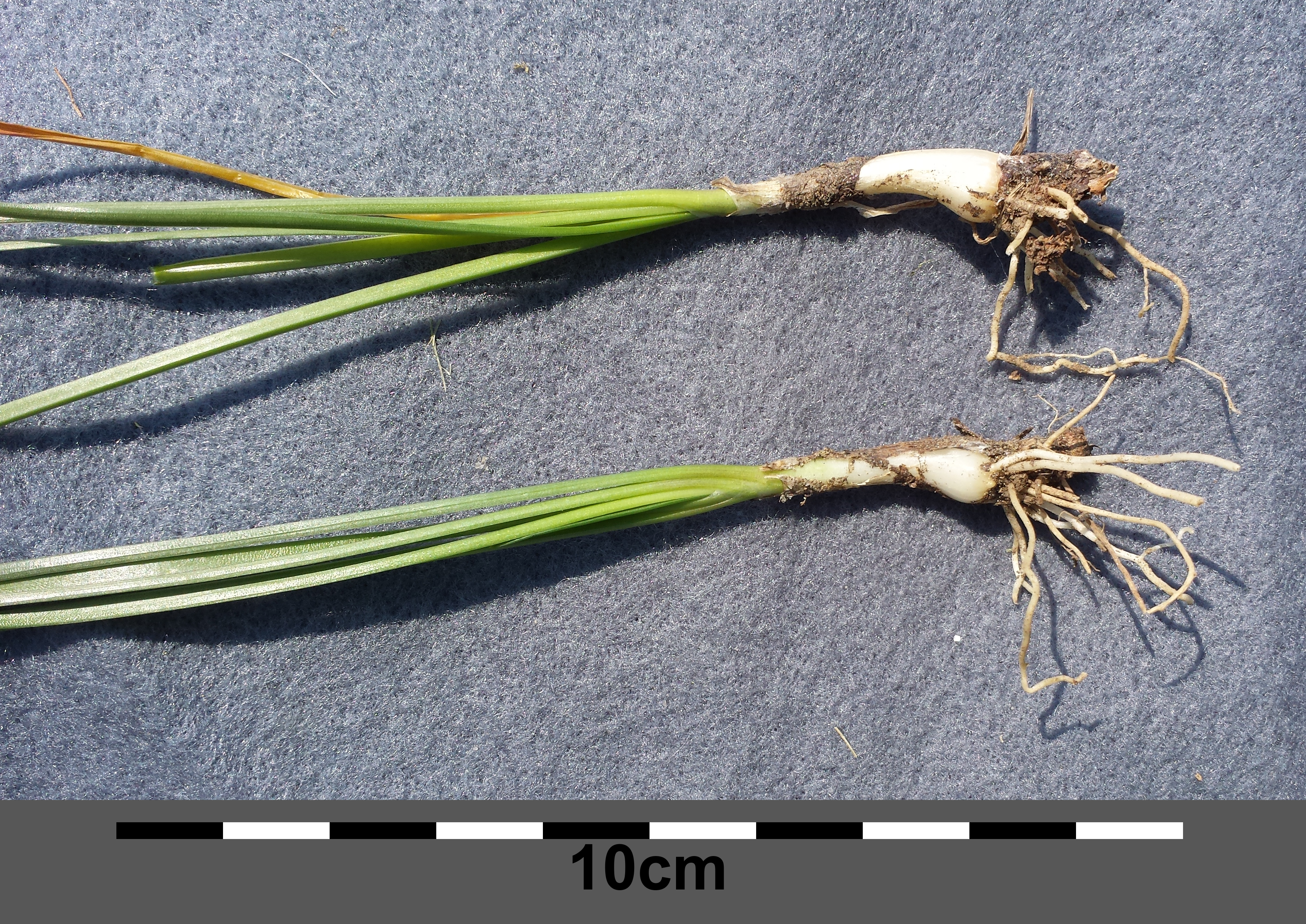
Unterirdische Pflanzenteile

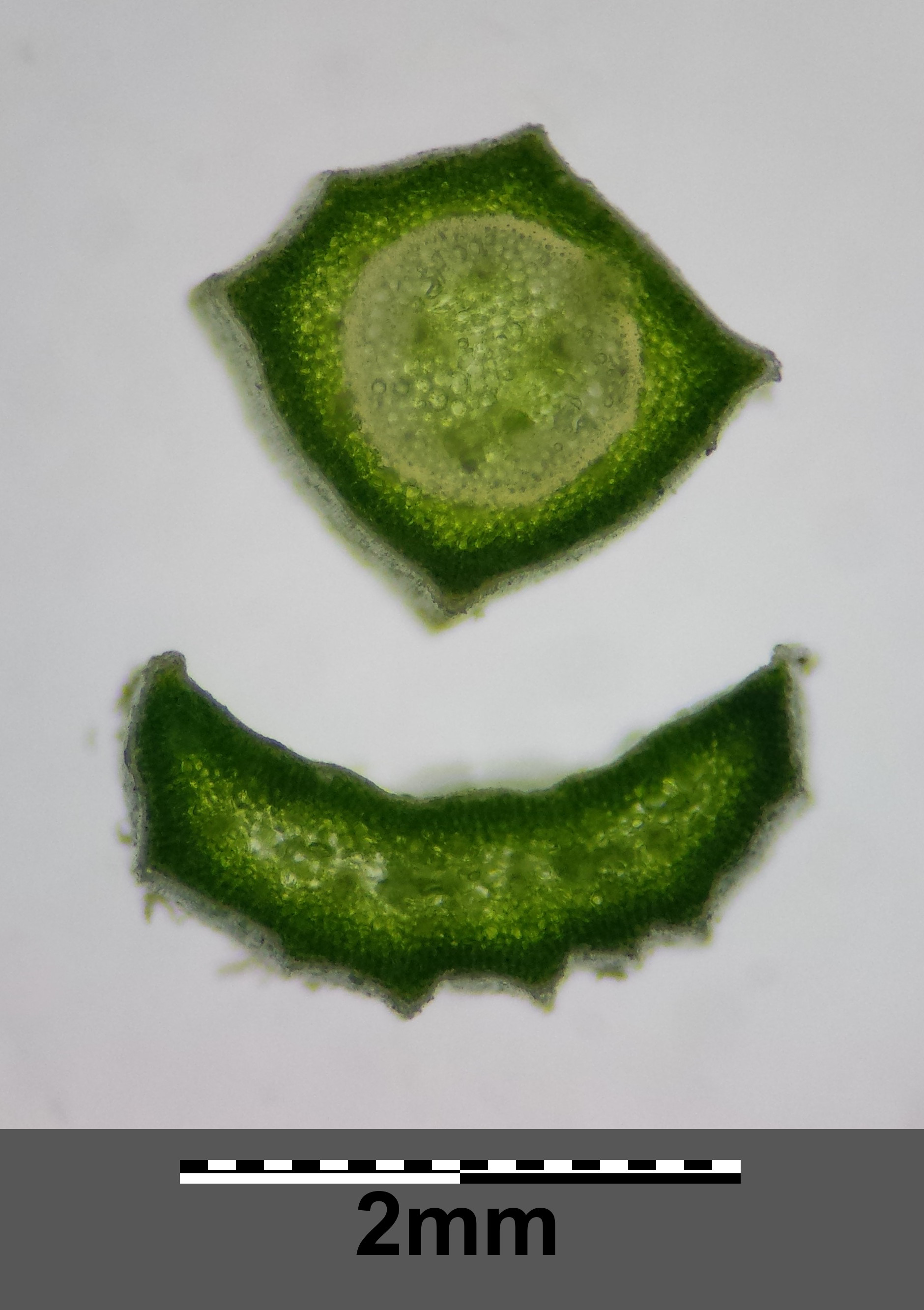
Durchschnitt durch kantigen Stängel (oben) und ungekieltes Laubblatt (unten)

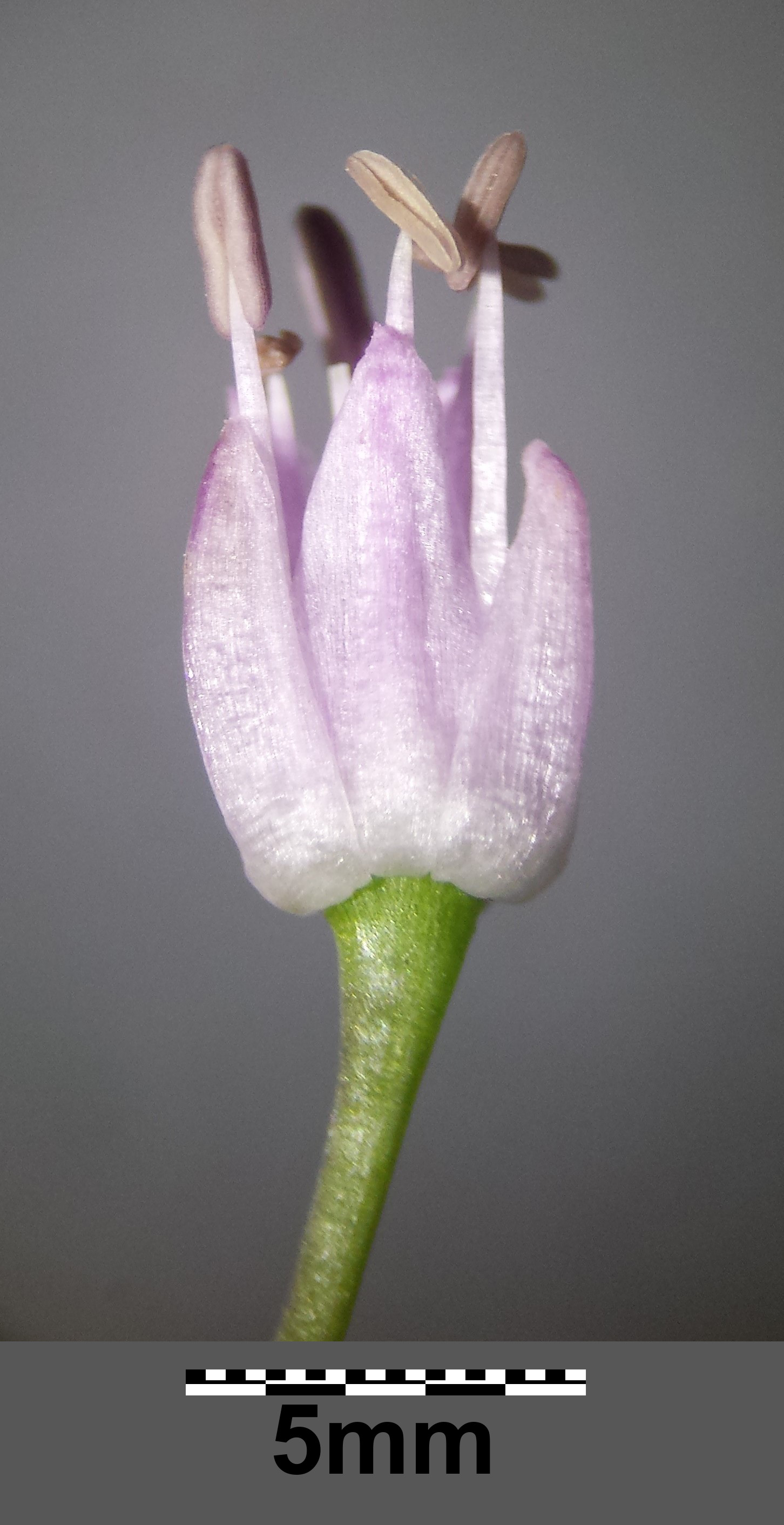
Blüte, die Staubblätter überragen die Blütenhüllblätter

### Vegetative Merkmale
Der Berg-Lauch ist eine ausdauernde krautige Pflanze, die Wuchshöhen von meist 10 bis 40 (7 bis 70) Zentimetern erreicht. Als Überdauerungsorgane werden zu mehreren horizontal hintereinander angeordnete Zwiebeln gebildet. Die Zwiebeln sind bei Durchmessern von etwa 1 Zentimetern mehr oder weniger eiförmig oder etwa konisch oder rhizomartig walzenförmig. Die Zwiebelhäute sind dünn und wenig in Fasern aufgelöst. Der Stängel ist besonders im oberen Bereich scharfkantig.
Ein Pflanzenexemplar besitzt vier bis neun mehr oder weniger grundständige Laubblätter, die oft steif aufrecht sind. Die relativ dicken Laubblätter sind bei einer Länge von 4 bis 30 Zentimetern sowie einer Breite von 0,1 bis 0,6 Zentimetern linealisch, fast ganz flach und unterseits etwas gerundet, aber nicht gekielt, mit Lauchgeruch.

### Generative Merkmale
Die Blütezeit reicht in der Schweiz von Juli bis September. Der scheindoldige Blütenstand ist bei einem Durchmesser von 2 bis 5 Zentimetern halbkugelig und enthält dicht angeordnet zahlreiche Blüten. Die Spatha ist zwei- bis dreiteilig, 5 bis 8 Millimeter lang und kürzer als Blütenstiele und überragen den Blütenstand nicht. Die untereinander mehr oder weniger gleich langen Blütenstiele sind bei einer Länge von 8 bis 20 Millimetern zwei bis vier Mal so lang wie die Blütenhüllblätter. Im Blütenstand befinden sich keine Brutzwiebeln.
Die zwittrige Blüte ist radiärsymmetrisch und dreizählig. Die Blütenhülle ist schüsselförmig, violett, purpurfarben bis purpurlila. Von den bei einer Länge von 4 bis 6 Millimetern lanzettlichen oder schmal-eiförmigen Blütenhüllblättern sind die inneren länger als die äußeren. Die Staubblätter ragen über der Blütenhülle hinaus. Die Staubfäden sind 4 bis 6,5 Millimeter lang, ohne seitliche Zähne und im unteren Bereich allmählich verbreitert; die äußeren sind an ihrer Basis etwa 0,5 Millimeter breit, die inneren etwa 1 Millimeter. Der Fruchtknoten ist tief dreiteilig.
Die Kapselfrucht ist etwa 4 Millimeter lang.

### Chromosomensatz
Die Chromosomenzahl beträgt 14, 24 oder 32+0-4B.

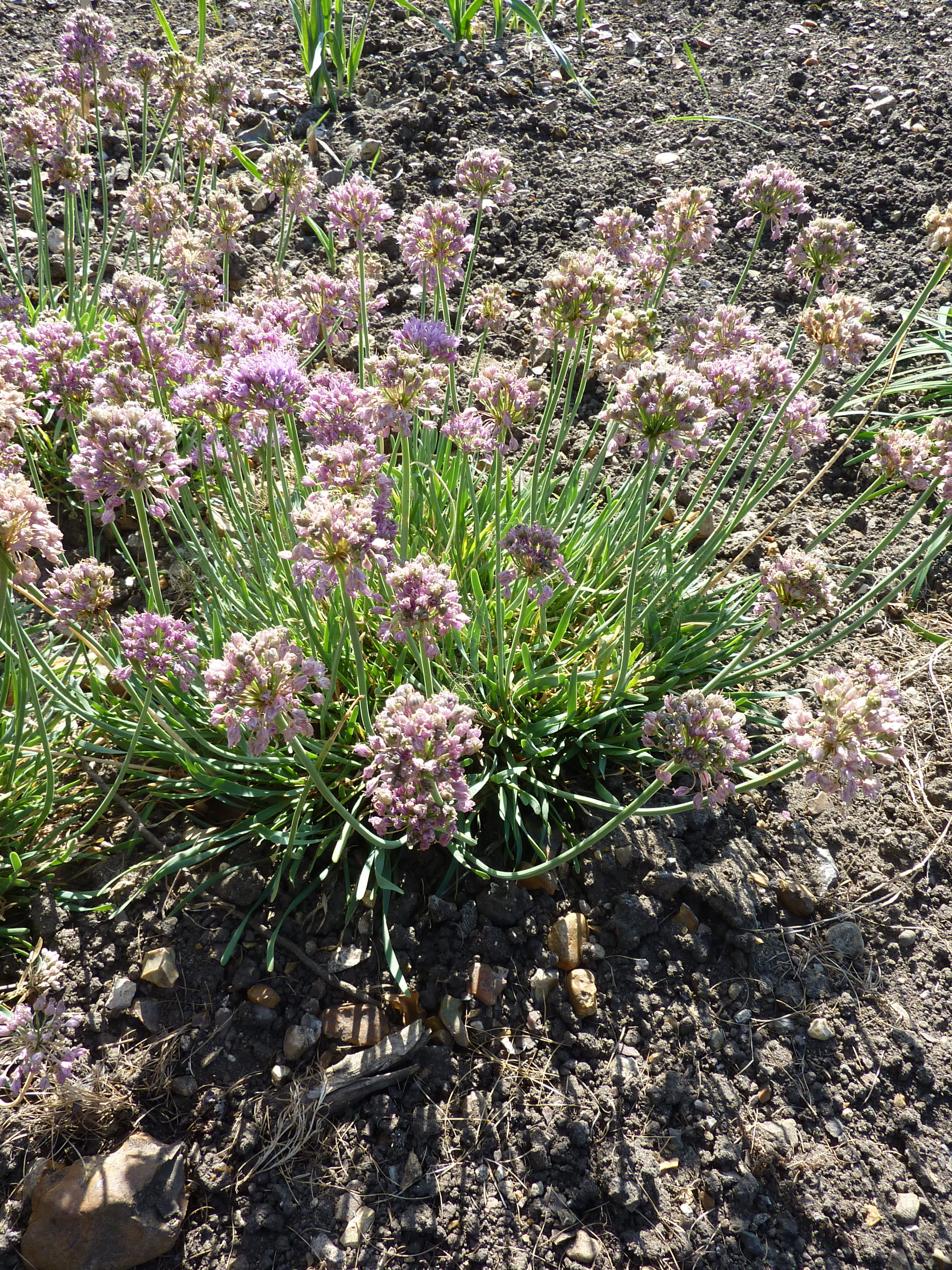
Habitus, Laubblätter und Blütenstände

Illustration

## Vorkommen und Gefährdung
Der Berg-Lauch ist in Europa weitverbreitet. Es gibt Fundortangaben für Deutschland, Österreich, Liechtenstein, die Schweiz, Italien, Sizilien, Malta, Monaco, Frankreich, Spanien, Gibraltar, Andorra, Portugal, Schweden, die Baltischen Staaten, Kaliningrad, Polen, Ungarn, die frühere Tschechoslowakei, das frühere Jugoslawien, Bulgarien, Rumänien sowie die Ukraine. In Dänemark gilt er als ausgestorben. In Norwegen ist er ein Neophyt.
In Mitteleuropa gedeiht er in sonnigen Felsbändern und Felsrasen auf warmen, basenreichen, flachgründigen, milden, humosen Steinböden. Er ist eine Charakterart der Ordnung Sedo-Scleranthetalia, kommt aber auch in Pflanzengesellschaften des Verbands Xerobromion oder Koelerio-Phleion vor. In den Alpen steigt er bis in eine Höhenlage von etwa 2340 Metern auf. In den Allgäuer Alpen steigt er am Bettlerrücken bei Spielmannsau in Bayern bis in eine Höhenlage von 2040 Metern auf.
Der Berg-Lauch ist in der Roten Liste der gefährdeten Pflanzenarten Deutschlands in der Kategorie 3 = „Gefährdet“ gelistet. Er gilt in der Schweiz als LC = „nicht gefährdet“, doch im Mittelland als CR = „Critically Endangered“ = „vom Aussterben bedroht“.

## Taxonomie
Diese Art hat eine sehr komplizierte botanische Geschichte.
Die Erstveröffentlichung von Allium lusitanicum erfolgte 1783 durch Jean-Baptiste de Lamarck in Encyclopédie Méthodique, Botanique 1, S. 70. Es gibt zwei Homonyme: Allium lusitanicum Link ex Regel (Trudy Imperatorskago S.-Peterburgskago Botaničeskago Sada, 3, 2, 1875, S. 78) und Allium lusitanicum F.Delaroche (Les Liliacées...a Paris, 5, 1809, Tafel 271). Das Artepitheton lusitanicum bedeutet „aus Portugal“.
Synonyme für Allium lusitanicum Lam. sind: Allium montanum subsp. lusitanicum (Lam.) Nyman nom. superfl., Allium schoenoprasum subsp. lusitanicum (Lam.) K.Richt., Allium senescens subsp. lusitanicum (Lam.) Dostál, Allium montanum F.W.Schmidt nom. illeg., Allium angulosum var. montanum Pohl, Allium fallax subsp. montanum (Pohl) Fr., Allium senescens subsp. montanum (Pohl) Holub, Allium acutangulum Rchb. nom. illeg., Allium acutangulum Ambros. nom. illeg., Allium leptophyllum Schur, Allium montanum var. leptophyllum (Schur) Nyman, Allium montanum subsp. leptophyllum (Schur) Soó, Allium fallens Bubani, Allium angulosum DC. nom. illeg., Allium fallax Schult. & Schult. f., Allium montanum var. fallax (Schult. & Schult. f.) Nyman, Allium petraeum Genty nom. illeg., Allium senescens auct. non Host.
Die Art Allium lusitanicum gehört zur Sektion Allium sect. Rhizirideum aus der Untergattung Allium subg. Rhizirideum in der Gattung Allium.

## Nutzung
Allium lusitanicum wird als Zierpflanze in Parks und Gärten und als Küchengewürz genutzt. Die Zwiebel wird roh oder gegart gegessen, als Ersatz für die Küchenzwiebel. Sie soll einen starken Zwiebelgeschmack mit einer etwas bitteren Note aufweisen. Sie wird beispielsweise in Salaten, dort wirkt sie auch dekorativ, oder zum Würzen von gegarten Speisen verwendet. Auch die Laubblätter werden gegessen.